# Coral-Sea-Gletscher
Der Coral-Sea-Gletscher ist ein Gletscher im ostantarktischen Viktorialand. Er fließt in den Victory Mountains zum Trafalgar-Gletscher, der seinerseits in den Tucker-Gletscher mündet.
Teilnehmer einer von 1957 bis 1958 dauernden Kampagne im Rahmen der New Zealand Geological Survey Antarctic Expedition nahmen die Benennung vor. Namensgebend ist die Schlacht im Korallenmeer zwischen den Vereinigten Staaten und Japan im Mai 1942 während des Zweiten Weltkriegs. Zudem verleiht ein stark zerklüfteter Gletscherbruch im unteren Abschnitt dem Gletscher ein korallenartiges Aussehen.